# إسلام أباد (بارس أباد)
إسلام أباد هي قرية في مقاطعة بارس أباد، إيران. عدد سكان هذه القرية هو 3,069 في سنة 2006.